# Прем'єра сезону
Прем'єра сезону — перший епізод серіалу, котрий було продовжено на другий чи більше сезон у новому телевізійному сезоні.
У США початок телевізійного сезону зазвичай приходиться на кінець вересня — початок жовтня, після того, як закінчується літній сезон, котрий, як правило, заповнений повторами та малобюджетними серіалами, знятими спеціально для літа.
Зазвичай на початку нового сезону шоу вводяться нові персонажі та сюжетні лінії, щоб привернути увагу нових глядачів та втримати інтерес тих, що вже дивились. Щоправда, іноді новий сезон та повороти у сюжеті не до вподоби глядачам серіалу, часто це називають терміном «Стрибок через акулу».